# Максимович, Дмитрий
Дмитрий Максимович (укр. Дмитро Максимович ; (? — после 1732) — запорожский государственный деятель и представитель генеральной старшины Гетманщины конца XVII века и Войска Запорожского обеих сторон Днепра начала XVIII века. Брат святителя Иоанна (Максимовича)
Происходил из старшинского рода Максимовичи-Васильковские.
Был близким соратником Ивана Мазепы, гетмана Войска Запорожского обеих сторон Днепра. Некоторое время служил генеральным подскарбием (казначеем), ведал государственными доходами Гетманщины (с 1694), впоследствии — генеральный бунчужный (1703—1708) и генеральный есаул (1708—1709) Малороссии.
После поражения шведской армии в Полтавской битве, бежал в 1709 вместе Мазепой, затем вернулся, был взят в плен и в 1710 сослан с семьей в Архангельск, где и умер.